# Торрес, Луис де
Луис де Торрес (исп. Luis de Torres, по-видимому, рождённый как יוסף בן הלוי העברי, Yosef Ben Ha Levy Haivri; ум. 1493) — еврей-марран, испанский мореплаватель, член первой экспедиции и переводчик Колумба в 1492 году открывшей Америку. Торрес был, видимо, единственным и первым лицом еврейского происхождения среди спутников Колумба, достигший в этом плавании берегов Нового Света.

## Биография
Родился в XV веке, вероятно, в Испании или Португалии.
Благодаря знанию нескольких европейских языков, иврита, арамейского и арабского, Луис де Торрес служил переводчиком у губернатора Мурсии.
В связи с Альгамбрским эдиктом, запрещающим любые религии, кроме христианства, Торрес незадолго до отплытия Колумба на поиски Нового Света, принял христианство.
Колумб взял с собой в экспедицию Торреса, так как считал, что его знание языков может пригодиться при контактах с жителями Азии, Торрес должен был общаться с ними при посредничестве местных еврейских общин.
Достигнув Кубы, которую Колумб принял за азиатское побережье, 2 ноября 1492 года он послал Торреса и моряка Родриго де Хереса с небольшим отрядом на разведку и на поиски золота. Во время длившейся несколько дней экспедиции вглубь острова, они первыми из европейцев столкнулись с обычаем индейцев курить табак, завёрнутый в пальмовые листья и, впоследствии, привезли в Европу эту вредную привычку.
Торрес прославился тем, что научился курить сам и пытался научить своих соратников.
После возвращения, Торрес доложил Колумбу, что туземцы радушны, курят табак (которого в Европе тогда не знали); золота он не нашёл.
Во время возвращения в Испанию, 25 декабря 1492 флагманский корабль «Санта-Мария», сел на мель у побережья Гаити. Колумб решил оставить в этом месте небольшой гарнизон. Из останков испанского судна «Санта-Мария» было построено укреплённое поселение, названное Ла-Навидад, а весь остров — La Española (Испаньола, маленькая Испания, позже Гаити).
4 января 1493 Колумб отплыл в Испанию, а Луис де Торрес остался в группе из 39 поселенцев Ла-Навидада.
Когда в том же году Колумб вновь прибыл на остров во время второго путешествия 27 ноября 1493, он увидел одиннадцать тел своих людей на пляже и обнаружил, что поселение Ла-Навидад уничтожено. Жившие недалеко таины сообщили ему, что поселенцы жестоко обращались с местными, за что те отомстили, убив их всех.
По другой версии, Торрес поселился на Кубе, где местный вождь подарил ему землю и рабов. Луис де Торрес считался независимым правителем, но получал ежегодное жалование от испанской королевской четы.